# Tanto paga Pantalone
Tanto paga Pantalone. Storia del caso EFIM è un libro scritto da Paolo Tordi, coordinatore nazionale dei dirigenti del Gruppo Efim e da Simone Bemporad, giornalista dell'AGI, con prefazione di Guido Calvi. È stato pubblicato nel 1995 e presentato da membri del governo italiano, del Parlamento, del giornalismo e del sindacato.
Il libro, recensito da settimanali e quotidiani, è uno spaccato impietoso del sistema delle Partecipazioni Statali ed è stato utilizzato in molti processi legati alla tangentopoli italiana. I due autori sono stati processati per diffamazione aggravata e assolti.